# Alpska rovka
Alpska rovka (znanstveno ime Sorex alpinus) je vrsta rovke, ki je razširjena v visokogorskih gozdovih Alp, Pirenejev, Karpatov in Balkana.

## Opis in biologija
V dolžino meri od 6 do 7,7 cm, rep pa je še enkrat tako dolg. Odrasle živali tehtajo med 5,5 in 11,5 g. Kožuh je na hrbtu sivo črne, po trebuhu pa sivo rjave barve. Konice zob so rdečkasto rjave barve. Gobec se zašiljeno konča, oči so črne, ušesa pa so okrogla in rožnate barve. Noge in stopala so bela, dlaka na spodnji strani repa pa je rumenkaste barve.